# モーディ・マオール
モーディ・マオール (英: Mody Maor ヘブライ語: מודי מאור、1985年6月27日)は、アメリカのプロバスケットボール指導者。カリフォルニア州ロサンゼルス出身。
2024-25シーズンよりBリーグ・長崎ヴェルカのヘッドコーチに就く。
　　　　　　　　　　　　　　　　　　　　　　　　　　　　　　　　　　現在に至る

## 生い立ち
ロサンゼルスで生まれ、8歳の時にイスラエルに移住。18歳から5年間軍隊に入り、最後の3年間は士官だった。
2012年、プロバスケットボールコーチとしてのキャリアをスタート。
2019年にニュージーランドに移住、ニュージーランド・ブレイカーズのアシスタントコーチに就く。
家族に、妻Liatとニュージーランド滞在中の2020.9生まれの娘と2022.10ごろに生まれた娘がいる。

## 略歴
イスラエル国内の複数チームでアシスタントコーチに就いた後、2017年、32歳でハポエル・エルサレムBCのヘッドコーチに就任。
2019年からニュージーランド・ブレイカーズのアシスタントコーチに就く。
2022年、ダン・シャミールHCの退任に伴いヘッドコーチに昇格。2022-23シーズンを2位で終え5年ぶりのプレーオフに進出。2016年以来のNBLグランドファイナルシリーズに導いた。
2023-24シーズンも2年連続でプレーオフに進出。
引き継いだ前年の2021-22シーズンには5勝23敗だったチームを、2年間で36勝30敗まで立て直した。
2024年5月、次シーズンを展望して選手の契約など進めていた中、長崎ヴェルカからのオファーにより契約を一年残しブレイカーズのHCを退任。
同年6月17日、長崎ヴェルカから2024-25シーズンのヘッドコーチ就任が発表された。